# Emad Moteab
Emad „Moteab“ Mohamed Abd El Naby Ibrahim (arabisch عماد متعب, DMG ʿImād Mutʿib; * 20. Februar 1983 in Bilbeis) ist ein ägyptischer Fußballspieler, der bei al Ahly Kairo in der Egyptian Premier League spielte.

## Jüngeres Leben
Seinen Spitznamen „Moteab“ bekam Emad in der Al-Ahly Youth Academy, da er ziemlich treffsicher war und alle Torhüter irritierte. Er begann 1999, als er 16 Jahre alt war, in der Al-Ahly Youth Academy. Sein Talent und Potenzial wurde ziemlich früh entdeckt, deshalb wurde er von Hassan Shehata für die ägyptische U-20-Nationalmannschaft zur Junioren-Fußballweltmeisterschaft 2003 nominiert, wo er ein spektakuläres Tor gegen England erzielte.
Er ist mit der ägyptischen Schauspielerin und Model Yara Naoum verheiratet.

## Werdegang

### Verein
Moteab machte sein Debüt zum Beginn der Saison 2004/05 in der Egyptian Premier League am 17. September 2004 gegen Suez Cement. Der damalige Manager von al Ahly Kairo, der Portugiese Manuel José hatte ihn in die erste Mannschaft hochgezogen. Nur elf Minuten später machte er sofort sein erstes Tor beim 3:0-Auswärtssieg. Mit 15 Toren wurde Moteab am Ende der Saison der jüngste Torschützenkönig in der Egyptian Premier League. Er bildete zusammen mit Mohamed Abo Treka und Mohamed Barakat das „Bermuda Dreieck“ bei Al-Ahly.
Im Jahr 2005 erzielte Moteab bei der FIFA-Klub-Weltmeisterschaft 2005 das einzige Tor von al Ahly Kairo gegen den Sydney FC. Jedoch verlor das Team mit 1:2 und wurde damit Letzter in diesem Turnier.
2007 absolvierte er ein zweiwöchiges Probetraining beim englischen Erstligisten FC Middlesbrough. Jedoch entschied sich der Manager Gareth Southgate gegen ein Vertragsangebot für den Ägypter, stattdessen wurde sein Teamkollege Mohamed Shawky verpflichtet.
Medienberichten zufolge unterschrieb Moteab einen Vertrag bei Bristol City mit einer Verdienstsumme von 1,5 Millionen Pfund und wartete dort nach der medizinischen Untersuchung auf eine Arbeitserlaubnis.
Doch nachdem er ein Spiel in der CAF Champions League für Al-Ahly gemacht hatte, wurde der Vertrag mit Bristol City für ungültig erklärt. In der Saison 2008/09 spielte er auf Leihbasis für den Ittihad FC.
Im Juli 2010 wechselte er zum belgischen Topklub Standard Lüttich, doch aus unbekannten Gründen wurde der Vertrag schon einen Monat später wieder aufgelöst und deshalb spielte Moteab ab Januar 2011 wieder bei al Ahly Kairo. Nach den Stadion-Ausschreitungen von Port Said am 1. Februar 2012, wo bei gewalttätigen Ausschreitungen während des Spiels von Al-Ahly gegen den Erzrivalen al-Masry 74 Menschen getötet und knapp Tausend verletzt worden sind, kündigte er zusammen mit Mohamed Barakat und Mohamed Abo Treka seinen Rückzug aus dem Profifußball bekannt. Mittlerweile nimmt Moteab jedoch wieder am Spielgeschehen teil, die anderen beiden Spieler haben ihre Karriere letztendlich erst im Jahr 2013 beendet.

### Nationalmannschaft
2003 wurde er von Hassan Shehata für die ägyptische U-20-Nationalmannschaft zur Junioren-Fußballweltmeisterschaft 2003 nominiert, wo er ein spektakuläres Tor gegen die U-20 Englands erzielte. Er gewann 2006 mit Ägypten den Africa Cup 2006. Er schoss zwei Tore im letzten Gruppenspiel gegen die Elfenbeinküste und im Viertelfinale ein Tor gegen die DR Kongo. Beim Africa Cup 2008 wurde er von seinem Trainer Hassan Shehata als bester Spieler des Teams gewählt. Auch bei der Fußball-Afrikameisterschaft 2010 schaffte Moteab mit seinem Team den dritten Titelgewinn in Folge, er selbst traf zweimal während des Turniers und zwar gegen Nigeria sowie gegen Benin, jeweils in der Gruppenphase. Im Jahr 2012 absolvierte er seine letzten Länderspiele, insgesamt kann Moteab 26 Tore in 66 Spielen vorweisen.

## Titel und Erfolge
al Ahly Kairo
- Egyptian Premier League (6): 2004/05, 2005/06, 2006/07, 2007/08, 2009/10, 2010/11
- Ägyptischer Pokal (2): 2005/06, 2006/07
- Ägyptischer Supercup (4): 2005, 2006, 2007, 2008
- CAF Champions League (3): 2005, 2006, 2012
- CAF Super Cup (3): 2006, 2007, 2013

Ittihad FC
- Saudi Professional League (1): 2008/09

Ägyptische Fußballnationalmannschaft
- Fußball-Afrikameisterschaft (3): 2006, 2008, 2010

Persönliche Ehrungen
- Torschützenkönig der Egyptian Premier League 2004/05
- Auszeichnung als bester Stürmer Afrikas 2005
- Auszeichnung als zweitbester Stürmer Afrikas 2006